# 423012001 UR
(42301) 2001 UR163, تكتب أيضا (42301) 2001 UR163, هو كوكب قزم محتمل يقع في القرص المتفرق تم اكتشافه في 21 أكتوبر 2001 من قبل مشروح المسح البروجي العميق في مرصد قمة كت الوطني
تحليل سعة المنحنى الضوئي يعرض فقط إنحرافات صغيرة، مما يشير إلى أن (42301) 2001 UR163 كروي الشكل مع بقع بياض صغيرة. موقع مايكل براون (فلكي) على شبكة الإنترنت كما يسرد هذا الجرم ككوكب قزم محتمل، بالرغم أن قطر الجرم لم يقاس حتى الآن.

## وصلات خارجية
- The Meudon Multicolor Survey (2MS) of Centaurs and Trans-Neptunian objects
- TNO Colors
- KBO Surface Colors
- Red Planetoid Sedna covered in tar-colored sludge
- 423012001 UR في قاعدة بيانات مختبر الدفع النفاث لأجرام النظام الشمسي الصغيرة

- الاكتشاف · مخطط المدار ·  العناصر المدارية · المعلمات المادية